# Memorial Marco Pantani
El Memorial Marco Pantani és una cursa ciclista professional que es disputa a la regió d'Emília-Romanya, a Itàlia. La cursa serveix per retre homenatge a Marco Pantani, mort el febrer de 2004. Es disputa en una sola etapa, amb inici a Cesenatico i final a Cesena, ciutat natal de Pantani, després de recórrer al voltant de 180 km.
La cursa es va començar a disputar el mateix any de la mort de Pantani, el 2004, i des de llavors s'ha disputat ininterrumpudament durant el mes de juny. Des del 2011 es disputa a la fi de setembre o els primers dies d'octubre. El primer vencedor fou Damiano Cunego. Fabio Felline, Sonny Colbrelli i Alexey Lutsenko l'han guanyat en dues ocasions.
Les males condicions meteorològiques van obligar a suspendre l'edició del 2022.

## Palmarès
| Any  | Vencedor          | Segon                    | Tercer                  |         |
| ---- | ----------------- | ------------------------ | ----------------------- | ------- |
| 2004 | Damiano Cunego    | Franco Pellizotti        | Luca Mazzanti           |         |
| 2005 | Gilberto Simoni   | Luca Mazzanti            | Emanuele Sella          |         |
| 2006 | Daniele Bennati   | Luca Mazzanti            | Ruslan Pidgorni         |         |
| 2007 | Franco Pellizotti | Luca Mazzanti            | Pasquale Muto           |         |
| 2008 | Enrico Rossi      | Damiano Cunego           | Ruslan Pidgorni         |         |
| 2009 | Roberto Ferrari   | Giovanni Visconti        | Valerio Agnoli          |         |
| 2010 | Elia Viviani      | José Rodolfo Serpa Pérez | Manuel Belletti         |         |
| 2011 | Fabio Taborre     | Davide Rebellin          | Daniel Martin           |         |
| 2012 | Fabio Felline     | Elia Viviani             | Giovanni Visconti       |         |
| 2013 | Sacha Modolo      | Enrico Rossi             | Andrea Piechele         |         |
| 2014 | Sonny Colbrelli   | Grega Bole               | Fabio Chinello          |         |
| 2015 | Diego Ulissi      | Giovanni Visconti        | Vincenzo Nibali         |         |
| 2016 | Francesco Gavazzi | Matteo Busato            | Paolo Totò              |         |
| 2017 | Marco Zamparella  | Diego Ulissi             | Egan Bernal Gómez       |         |
| 2018 | Davide Ballerini  | David Gaudu              | Francesco Gavazzi       |         |
| 2019 | Aleksei Lutsenko  | Diego Rosa               | Guillaume Martin        |         |
| 2020 | Fabio Felline     | Ethan Hayter             | Aliaksandr Rabuixenka   |         |
| 2021 | Sonny Colbrelli   | Vincenzo Albanese        | Alexander Aranburu Deba |         |
| 2022 | suspesa           | suspesa                  | suspesa                 | suspesa |
| 2023 | Aleksei Lutsenko  | Marc Hirschi             | Pàvel Sivakov           |         |
| 2024 | Marc Hirschi      | Lorenzo Milesi           | Vincenzo Albanese       |         |
| 2025 |                   |                          |                         |         |